# Religiose serve di Maria
Le Religiose Serve di Maria (in inglese Servite Sisters Generalate) sono un istituto religioso femminile di diritto pontificio: le suore di questa congregazione pospongono al loro nome la sigla O.S.M.

## Storia
Le origini della congregazione risalgono al 1840, quando Nicolas Chantôme fu nominato curato di Cuves e riunì una comunità di giovani donne per l'educazione delle fanciulle nella scuola parrocchiale. Le giovani, dette suore del Calvario, vestirono l'abito religioso nel 1845 e adottarono delle costituzioni basate su quelle dei Servi di Maria.
Desiderando aprirsi all'apostolato missionario, nel 1851 la congregazione inviò due religiose a Londra per studiare la lingua inglese presso gli Oratoriani. L'anno successivo l'intera comunità si stabilì in Inghilterra: abbandonarono il loro proposito di recarsi in terra di missione e si posero al servizio della diocesi di Westminster, aprendo una scuola, un orfanotrofio, un rifugio per prostitute pentite e visitando ammalati e poveri a domicilio.
Le religiose presero il nome di Suore di Nostra Signora della Compassione: la prima professione dei voti si ebbe nel 1854 e nel 1857 il cardinale Nicholas Wiseman approvò le loro costituzioni.
Deluse dal nuovo orientamento assunto dalla congregazione, alcune suore abbandonarono l'istituto: tra esse la superiora generale, Saint-Jean Vannier, e Adèle-Euphrasie Barbier, che diede inizio alle Figlie di Nostra Signora delle Missioni.
La nuova superiora generale, Philomène Morel, cercò di recuperare lo spirito iniziale della congregazione: nel 1864 si recò in Italia e il 18 giugno ottenne l'aggregazione del suo istituto all'ordine dei Servi di Maria; le costituzioni furono riformate e si adottò l'abito servita; la denominazione della famiglia religiosa fu mutata in quella di "Mantellate del terz'ordine regolare dei Servi di Maria".
Per la direzione spirituale delle suore, giunsero dall'italia alcuni frati serviti: fu la prima volta nella storia dell'ordine che dei frati si stabilissero in Inghilterra.
Dopo l'aggregazione all'ordine dei Servi di Maria l'istituto iniziò a espandersi: dal 1867 furono aperte filiali in Francia, dal 1871 negli Stati Uniti d'America; dalla Francia, dopo l'approvazione delle leggi anticongregazioniste, nel 1903 le suore passarono in Belgio; seguirono fondazioni in Giamaica (1952) e Canada (1953).
Le costituzioni della congregazione furono approvate dalla congregazione di Propaganda Fide nel 1883 e, definitivamente, il 26 marzo 1892.

## Attività e diffusione
Si dedicano all'istruzione e all'educazione cristiana della gioventù, all'assistenza agli ammalati, al lavoro missionario.
Sono presenti in Europa (Austria, Belgio, Francia, Regno Unito), nelle Americhe (Canada, Giamaica, Stati Uniti d'America) e in Repubblica Democratica del Congo; la sede generalizia è a Dorking, nel Surrey.
Alla fine del 2008 la congregazione contava 218 religiose in 41 case.